# Костенево (Сарыевский сельсовет)
Костенево — упразднённая деревня в Вязниковском районе Владимирской области России.

## География
Урочище находится в северо-восточной части области, в зоне хвойно-широколиственных лесов, в пределах Волжско-Окского междуречья, к западу от автодороги 17К-5, на расстоянии 19 километров (по прямой) к северо-западу от города Вязники, административного центра района.

### Климат
Климат характеризуется как умеренно континентальный. Средняя температура воздуха самого холодного месяца (января) — −11,1 °C (абсолютный минимум — −48 °С), средняя максимальная температура воздуха (июля) — +23,3 °С (абсолютный максимум — +37 °С). Годовое количество атмосферных осадков составляет около 607 мм, из которых 413 мм выпадает в период с апреля по октябрь.

## История
В «Списке населенных мест Владимирской губернии по сведениям 1859 года» населённый пункт упомянут как владельческая деревня Вязниковского уезда, расположенная в 21 версте от уездного города. В деревне насчитывалось 17 дворов и проживало 109 человека (56 мужчин и 53 женщины).
По состоянию на 1905 год, в Костеневе имелось 13 дворов и проживало 60 человек. В административном отношении деревня входила в состав Сарыевской волости.
По данным 1926 года в деревне имелось 13 хозяйств (в том числе 10 крестьянских) и проживало 67человек (28 мужчин и 39 женщин). Являлась частью Сарыевского сельсовета.
На момент упразднения входила в состав Сарыевского сельсовета Вязниковского района. Упразднена решением облисполкома № 682 от 30 июня 1977 года как фактически не существующая.